# Otto Heckert (Politiker)
Otto Heckert (* 15. April 1905 in Chemnitz; † 3. Dezember 1963 in Leipzig) war ein deutscher Politiker, Parteifunktionär (KPD/SED) und Widerstandskämpfer gegen den Nationalsozialismus. Heckert war Zweiter Sekretär der SED-Bezirksleitung Leipzig und Vorsitzender der Bezirksparteikontrollkommission (BPKK) Leipzig der SED.

## Leben
Heckert, Sohn eines Schmiedes und einer Näherin, besuchte von 1911 bis 1919 die Volks- und Berufsschule in Chemnitz. Seine Mutter starb 1914. Zwischen 1919 und 1922 absolvierte er eine Lehre zum Gärtner in Lunzenau (Mulde), anschließend von 1922 bis 1924 eine Lehre zum Zimmermann. In diesem Beruf war er bis 1930 tätig.
1920 schloss er sich dem Kommunistischen Jugendverband Deutschlands und im April 1923 der Kommunistischen Partei Deutschlands (KPD) an. 1923 wurde er Leiter des Jung-Spartakusbundes Chemnitz-Süd. 1924 trat er dem Roten Frontkämpferbund (RFB) bei und wurde 1928 Gauführer der Roten Jungfront, anschließend Zweiter Gauführer des RFB. Ab 1929 war er Gauführer des illegalen RFB Erzgebirge-Vogtland. 1929 hielt er sich in Wien auf und verrichtete illegale Arbeit als Instrukteur der Bundesleitung des RFB, Heckert wurde dabei verhaftet und ausgewiesen. 1930 besuchte er mit einer RFB-Delegation die Sowjetunion. Am 29. August 1931 wurde er verhaftet und blieb bis Januar 1933 in U-Haft. Der Prozess wegen „Hochverrats“ vor dem Reichsgericht in Leipzig endete im Januar 1933 aus „Mangel an Beweisen“ mit einem Freispruch. 
Nach der „Machtergreifung“ der Nationalsozialisten wurde Heckert am 2. März 1933 erneut verhaftet und bis Juli 1934 im KZ Sachsenburg in sogenannte „Schutzhaft“. Von September 1935 bis März 1936 war er erneut im KZ Sachsenburg inhaftiert. Er wurde zu eineinhalb Jahren Zuchthaus verhaftet, die er von Mai 1936 bis November 1937 im Zuchthaus Zwickau verbüßte. Von 1939 bis 1945 war Heckert die gesamte Kriegszeit als Gegner des NS-Regimes im KZ Buchenwald inhaftiert. Er war hier Mitglied des Zentrums der illegalen KPD-Leitung.
Im März 1944 führten Heckert und Werner Türpe im Auftrag der Leitung der illegalen Organisation der KPD im KZ Buchenwald mit dem Sozialdemokraten Rudolf Breitscheid ein Gespräch. Das Treffen war als „Reparaturermittlung“ im Sonderlager Fichtenhain getarnt,  an dem Heckert als Zimmermann teilnahm. Sie besprachen die politische und internationale Lage, die Situation an den Fronten sowie die Perspektiven der Entwicklung nach der Zerschlagung des NS-Regimes und die dafür notwendige Zusammenarbeit zwischen Sozialdemokraten und Kommunisten.
Unmittelbar nach der Rückkehr wurde Heckert am 27. Mai 1945 Erster Vorsitzender des Präsidiums der „Antifaschistischen Front“ Chemnitz. Ab Oktober/November 1945 war er politischer Mitarbeiter der Abteilung Agitation und Propaganda des Zentralkomitees (ZK) der KPD bzw. des Parteivorstandes der SED. Von Juni 1946 bis 1947 war er Assistent und Lehrer, von Oktober 1947 bis März 1949 Sekretär der SED-Parteiorganisation an der Parteihochschule „Karl Marx“. Von April 1949 bis Februar 1954 wirkte er als Leiter des Sektors Betriebs- und Stadtagitation in der Abteilung Agitation des ZK.
Von Februar 1954 bis 1962 fungierte er als Zweiter Sekretär der SED-Bezirksleitung Leipzig sowie 1962/63 als Vorsitzender der BPKK der SED Leipzig. Von 1954 bis 1962 war er zudem Abgeordneter des Bezirkstages Leipzig.
Otto Heckert war der jüngere Bruder des 1936 im Moskauer Exil verstorbenen KPD- und Komintern-Funktionärs Fritz Heckert.

## Auszeichnungen und Ehrungen
- Vaterländischer Verdienstorden in Silber (6. Mai 1955) und in Gold (1963)
- Verdienstmedaille der DDR (1959)
- In Mittelbach bei Chemnitz wurde eine Polytechnische Oberschule nach ihm benannt.
- Das Kampfgruppenbataillon der SED-Stadtbezirksleitung Leipzig-Südost sowie eine VP-Bereitschaft in Leipzig erhielten den Ehrennamen „Otto Heckert“.